# Scotognapha teideensis
Espèce
Synonymes
- Nomisia teideensis Wunderlich, 1992

Scotognapha teideensis est une espèce d'araignées aranéomorphes de la famille des Gnaphosidae.

## Distribution
Cette espèce est endémique de Tenerife aux îles Canaries,.

## Description
Le mâle holotype mesure 7,6 mm. La femelle décrite par Platnick, Ovtsharenko et Murphy en 2001 mesure 14,05 mm.

## Étymologie
Son nom d'espèce, composé de teide et du suffixe latin -ensis, « qui vit dans, qui habite », lui a été donné en référence au lieu de sa découverte, le Teide.

## Publication originale
- Wunderlich, 1992 : Die Spinnen-Fauna der Makaronesischen Inseln: Taxonomie, Ökologie, Biogeographie und Evolution. Beiträge zur Araneologie, vol. 1, p. 1-619.